# Баранов, Юрий Викторович
Юрий Викторович Баранов (род. 11 декабря 1981 года, Рига) — латвийский регбист русского происхождения; бывший игрок и капитан команды «Енисей-СТМ»; тренер. На международных соревнованиях выступал за сборную Латвии.

## Биография
Родился в Риге, занимался греко-римской борьбой, однако мечтал стать хоккеистом, болел за рижское «Динамо». После вместе с братом Игорем перешел в секцию регби. В 18 лет дебютировал в составе сборной Латвии.
С 2001 года играет в команде «Енисей-СТМ», в составе которой восемь раз выигрывал Чемпионат России, пять — Кубок России, три — Суперкубок России и два - европейский Континентальный Щит. В 2013 году принял участие в Матче всех звёзд ПРЛ. Сыграл восемнадцать матчей (занёс 1 попытку) в европейском Кубке Вызова начиная с сезона 2015/2016 годов. Способен играть на позиции полузащитника схватки и в центре веера.

## Международная карьера
С 18 лет выступает за сборную Латвии по регби, однако признавался, что хотел бы играть за сборную России.

## Личная жизнь
Женат, есть сын Архип.

## Достижения
- Чемпион России — 11 раз (2002, 2005, 2011, 2012, 2014, 2016, 2017, 2018, 2019, 2020/21, 2021/22)
- Обладатель Кубка России — 5 раз (2001, 2008, 2014, 2016, 2017, 2020, 2021)
- Обладатель Суперкубка России - 2 раза (2014, 2015)
- Обладатель Кубка Николаева - 4 раза (2016, 2018, 2021, 2022)
- Обладатель европейского Континентального Щита - 2 раза (2016/17, 2017/18)